# Onelli
Onelli è una frazione del comune di Cascia (Provincia di Perugia) dalla quale dista 5 km direzione Sud. Si trova nel cuore della Valnerina.
La sua altitudine è di circa 960 metri sul livello del mare.

## Geografia fisica

### Clima
Il clima risente della sua elevata altitudine, con inverni molto freddi e con abbondanti nevicate che creano non pochi disagi.
Le estati sono miti.

## Popolazione
La sua popolazione è di 40 abitanti circa ma in estate (specialmente nel mese di agosto) si registra un significativo aumento dato dall'affluenza dei villeggianti per lo più residenti a Roma ma rimasti in qualche maniera legati a questa terra.
La popolazione è dedita soprattutto all'agricoltura che si tramanda da generazioni.

## Storia
Durante il Medioevo Onelli era delimitato dentro le mura di un castello, la sua comunità era ben organizzata.
Attualmente del castello non sono rimaste tracce.
Inoltre il paese fu anche sede di un "monte frumentario" dove, in caso di bisogno, i contadini vi si recavano per un prestito in termine di risorse come l'orzo e il grano per la semina.
La comunità onellana era molto sviluppata, a testimonianza di ciò si basti pensare alle dimensioni della chiesa di San Sisto, davvero notevole per un paese di piccole dimensioni.
Sulla facciata della vecchia scuola è stata apposta una lapide commemorativa in ricordo delle vittime durante la prima guerra mondiale.
Essendo al centro di una zona sismica, Onelli è stata interessata da molti eventi sismici, il più noto è quello avvenuto nel Settembre del 1979 con epicentro a Preci, il paese non ha registrato vittime ma i danni alle strutture sono stati ingenti tanto da costringere gli abitanti a vivere nei prefabbricati per molti anni.
Onelli, come tutti i paesini rurali, non è stato risparmiato dalla grande onda migratoria concentrata negli anni del boom economico, ci si spostava per cercare lavoro nei centri più sviluppati come Rieti e Roma, dove vive una grande porzione di popolazione onellana.

## Monumenti e luoghi d'interesse
- La chiesa di San Sisto, dedicata al santo patrono del paese. Edificata nel XIV secolo nei pressi dei bastioni meridionali del castello. Merita attenzione l'organo strumentale riportato alla luce con un restauro.
- L'oratorio di San Giovanni costruito nel 1428 all'interno delle mura del castello.
- La "Madonna della Cerqua", un'edicola votiva dedicata alla Madonna incavata su un tronco di una quercia (la Cerqua). Essa dista circa un chilometro dall’abitato e si raggiunge percorrendo la strada che dalla chiesa di San Sisto porta alle Vaglie. Presso la Madonna della Cerqua si svolgeva una volta all'anno una processione religiosa che partiva dalla chiesa di San Sisto fino ad arrivare all'edicola, dove gli abitanti si riunivano per recitare il rosario. Un tempo la quercia che ospita la statua della Madonna era verde e rigogliosa, mentre adesso è ormai spoglia e secca. Tuttora raccoglie molte visite dai turisti o dai villeggianti del luogo.
- Sono presenti due aree attrezzate con giochi per bambini, un campo di calcio, un campo da bocce, una rotonda per feste danzanti e un bar. Quest'ultimo è attrezzato in un salone comunale che durante l'anno assolve altre funzioni, mentre nel periodo estivo viene adibito a bar dai giovani volontari del posto per accogliere i turisti e i villeggianti.

Inoltre dal paese partono molti sentieri naturalistici, come quello che conduce al Monte Meraviglia che sovrasta il paese e tutta la vallata circostante. Un altro sentiero, che si dirama verso Sud (volgarmente chiamato "Le Vaglie") permette di raggiungere il Monte Pizzo e infine i paesi di Buda, Villa San Silvestro, Rescia nel comune di Monteleone di Spoleto e San Giovenale (comune di Leonessa).
Il sentiero "Marvia", un sentiero in salita che, partendo davanti alla chiesa di San Sisto si inerpica nelle pendici del Monte Meraviglia fino a raggiungerne la cima che è data da un vecchio ripetitore ormai in disuso da anni.
Dal vecchio ripetitore parte un altro sentiero che percorre il versante Sud, particolarità di quel sentiero è che si può vedere il confine tra Umbria e Lazio, infatti la vallata che si gode è sovrastata da un ponte sito nel comune di Leonessa.
Percorrendo questi sentieri si possono ammirare vari tipi di fauna come lo scoiattolo, il cinghiale, la lepre, il capriolo e la biscia e la vipera.
Anche la flora è varia con boschi formati da faggi, querce ed aceri, mentre nel sottobosco si possono trovare specie di piante selvatiche come la rosa selvatica e varietà di frutti di bosco.

## Curiosità
Gli abitanti di Onelli sono definiti i "matti" in virtù di leggende che si tramandano in generazioni. Anche se sono leggende, gli abitanti amano tramandarle nel tempo e tuttora gli "onellani" sono conosciuti come i "Matti", definizione che suscita nell'onellano anche ilarità.
Onelli è anche sede di una comunità agraria che ha il compito di salvaguardare il territorio.